# 纳韦圣罗科
纳韦圣罗科（義大利語：Nave San Rocco），是意大利特伦托自治省的一个市镇。总面积4平方公里，人口1389人，人口密度347.3人/平方公里（2009年）。ISTAT代码为022126。